# Lijst van voetbalinterlands Antigua en Barbuda - Guatemala
Deze lijst van voetbalinterlands is een overzicht van alle officiële voetbalwedstrijden tussen de nationale teams van Antigua en Barbuda en Guatemala. De landen speelden tot op heden zeven keer tegen elkaar. De eerste ontmoeting was een kwalificatiewedstrijd voor het Wereldkampioenschap voetbal 2002 op 11 juni 2000 in Saint John's. Het laatste duel, een vriendschappelijke wedstrijd, vond plaats in Coatepeque op 21 november 2019.

## Wedstrijden
| № | Plaats         | Datum             | Competitie           | Wedstrijd                      | Uitslag |
| - | -------------- | ----------------- | -------------------- | ------------------------------ | ------- |
| 1 | Saint John's   | 11 juni 2000      | WK 2002 kwalificatie | Antigua en Barbuda − Guatemala | 0 − 1   |
| 2 | Guatemala-Stad | 18 juni 2000      | WK 2002 kwalificatie | Guatemala − Antigua en Barbuda | 8 − 1   |
| 3 | Guatemala-Stad | 7 september 2012  | WK 2014 kwalificatie | Guatemala − Antigua en Barbuda | 3 − 1   |
| 4 | Saint John's   | 11 september 2012 | WK 2014 kwalificatie | Antigua en Barbuda − Guatemala | 0 − 1   |
| 5 | Saint John's   | 4 september 2015  | WK 2018 kwalificatie | Antigua en Barbuda − Guatemala | 1 − 0   |
| 6 | Guatemala-Stad | 8 september 2015  | WK 2018 kwalificatie | Guatemala − Antigua en Barbuda | 2 − 0   |
| 7 | Coatepeque     | 21 november 2019  | Vriendschappelijk    | Guatemala − Antigua en Barbuda | 8 − 0   |

## Samenvatting
| Competitie        | Totaal gespeeld | Winst Antigua en Barbuda | Gelijk | Winst Guatemala | Doelsaldo Antigua en Barbuda – Guatemala |
| ----------------- | --------------- | ------------------------ | ------ | --------------- | ---------------------------------------- |
| WK-kwalificatie   | 6               | 1                        | 0      | 5               | 3 − 15                                   |
| Vriendschappelijk | 1               | 0                        | 0      | 1               | 0 − 8                                    |
| Totaal            | 7               | 1                        | 0      | 6               | 3 − 23                                   |

Wedstrijden bepaald door strafschoppen worden, in lijn met de FIFA, als een gelijkspel gerekend.
ABFA · A-internationals · Vrouwenelftal van Antigua en Barbuda
Amerikaanse Maagdeneilanden ·
Anguilla ·
Aruba ·
Bahama's ·
Barbados ·
Bermuda ·
Britse Maagdeneilanden ·
Cuba ·
Curaçao ·
Dominica ·
Dominicaanse Republiek ·
El Salvador ·
Estland ·
Grenada ·
Guatemala ·
Guyana ·
Haïti ·
Hongarije ·
Jamaica ·
Kaaimaneilanden ·
Montserrat ·
Nederlandse Antillen ·
Puerto Rico ·
Saint Kitts en Nevis ·
Saint Lucia ·
Saint Vincent en de Grenadines ·
Suriname ·
Trinidad en Tobago ·
Verenigde Staten
FNFG · A-internationals · Selecties · Guatemalteeks vrouwenelftal
1920 – 1949 ·
1950 – 1969 ·
1970 – 1979 ·
1980 – 1989 ·
1990 – 1999 ·
2000 – 2009 ·
2010 – 2019 ·
2020 − 2029
1921 · 
1922 · 
1923 · 
1923–1929 · 
1930 · 
1931–1934 · 
1935 · 
1935–1942 · 
1943 · 
1944 · 1945 · 
1946 · 
1947 · 
1948 · 
1949 · 
1950 · 
1941 · 1942 · 
1953 · 
1954 · 
1955 · 
1956 · 
1957 · 
1958 · 1959 · 
1960 · 
1961 · 1962 · 
1963 · 
1964 · 
1965 · 
1966 · 
1967 · 
1968 · 
1969 · 
1970 · 
1971 · 
1972 · 
1973 · 
1974 · 
1975 · 
1976 · 
1977 · 
1978 · 1979 · 
1980 · 
1981 · 1982 · 
1983 · 
1984 · 
1985 · 
1986 · 
1987 · 
1988 · 
1989 · 
1990 · 
1991 · 
1992 · 
1993 · 1994 · 
1995 · 
1996 · 
1997 · 
1998 · 
1999 · 
2000 · 
2001 · 
2002 · 
2003 · 
2004 · 
2005 · 
2006 · 
2007 · 
2008 · 
2009 · 
2010 · 
2011 · 
2012 · 
2013 · 
2014 ·
2015 ·
2016 ·
2017 ·
2018 ·
2019 ·
2020 ·
2021 ·
2022 ·
2023 ·
2024
Anguilla ·
Antigua en Barbuda ·
Argentinië ·
Armenië ·
Barbados ·
Belize ·
Bermuda ·
Bolivia ·
Brazilië ·
Britse Maagdeneilanden ·
Canada ·
Chili ·
Colombia ·
Costa Rica ·
Cuba ·
Curaçao ·
Dominica ·
Dominicaanse Republiek ·
Ecuador ·
El Salvador ·
Grenada ·
Guyana ·
Haïti ·
Honduras ·
IJsland ·
Iran ·
Israël ·
Jamaica ·
Japan ·
Mexico ·
Nederlandse Antillen ·
Nicaragua ·
Noorwegen ·
Panama ·
Paraguay ·
Peru ·
Polen ·
Puerto Rico ·
Qatar ·
Saint Lucia ·
Saint Vincent en de Grenadines ·
Slowakije ·
Sovjet-Unie ·
Suriname ·
Trinidad en Tobago ·
Uruguay ·
Venezuela ·
Verenigde Staten ·
Zuid-Afrika ·
Zuid-Korea